# Welchenholz

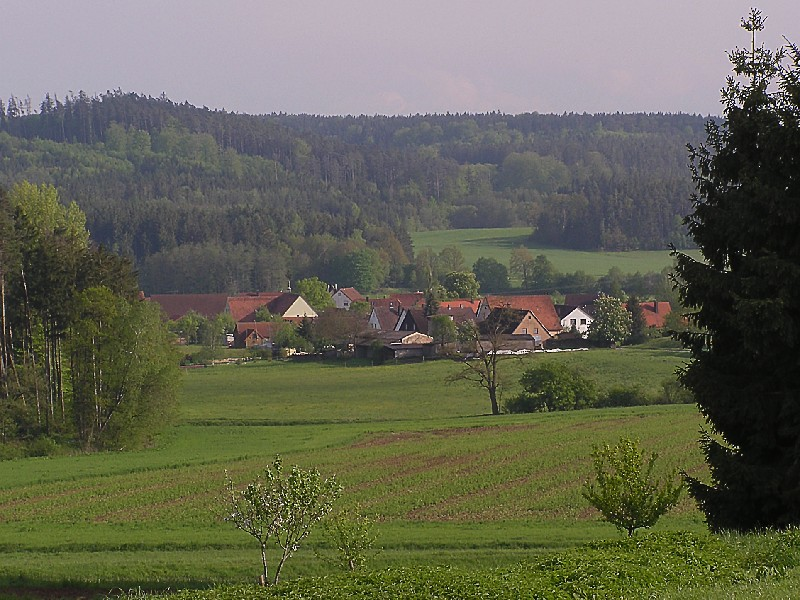
Blick auf Welchenholz (von Norden)

Die Welchenholzer präsentieren ihre alte Feuerspritze

Welchenholz ist ein Gemeindeteil der Gemeinde Wilburgstetten im Landkreis Ansbach (Mittelfranken, Bayern). Welchenholz liegt in der Gemarkung Wilburgstetten.

## Geografie
Das Dorf liegt an der Wörnitz, abseits großer Verkehrsstraßen, umgeben von Wiesen und Wäldern. Welchenholz liegt auf einer Höhe von 440 m ü. NHN. Während im Norden und Osten eine leicht hügelige Landschaft mit Blick auf das Wörnitztal und den Hesselberg (689 m ü. NHN) vorherrscht, wird der Süden und Westen durch die flache Talaue der Wörnitz bestimmt, die durch einen weiten Wiesengrund mäandert. Jenseits der Wörnitz steigen am Hang die dunklen Fichten des Oettinger Forstes auf.
Eine Gemeindeverbindungsstraße führt nach Limburg (1,4 km westlich) bzw. an der Neumühle vorbei nach Weiltingen (2,7 km östlich). Eine weitere Gemeindeverbindungsstraße führt nach Illenschwang zur Staatsstraße 2218 (2,4 km nördlich).

## Geschichte
Geschichtlich ist Welchenholz enger mit Illenschwang als mit Wilburgstetten verbunden, zu deren Kirchengemeinde es heute noch gehört. Von beiden Orten liegen keinerlei Quellen vor, die auf deren Ursprung hinweisen könnten. Schon am Anfang des Dreißigjährigen Kriegs waren keine Dokumente der Orte mehr vorhanden. Pfarrer Meintel berichtet in einer Pfarrbeschreibung aus dem Jahre 1833: „Über die Entstehung des Pfarrortes und des dazugehörigen Weilers Welchenholz kann nichts angegeben werden, da sich Nachrichten darüber weder in der Pfarrregistratur noch bei den Gemeinden vorfinden.“ 
Die Fraisch über Welchenholz war strittig zwischen dem oettingen-spielbergischen Oberamt Dürrwangen, dem ansbachischen Oberamt Wassertrüdingen und der Reichsstadt Dinkelsbühl. Die Dorf- und Gemeindeherrschaft hatte die Reichsstadt Dinkelsbühl. Gegen Ende des 18. Jahrhunderts gab es 13 Anwesen und 1 Gemeindehirtenhaus. Grundherren waren
- die Reichsstadt Dinkelsbühl (Katholische Kirchenpflege: 1 Gut; Ratsamtspflege: 1 Gut; Reichalmosenpflege: 1 Lehengut; Siechenpflege: 6 Halbhöfe, 1 Gut; Stadtkammer: 1 Gut),
- Dinkelsbühler Bürger (Witwe des Seniorats Conrad von Dinkelsbühl: 1 Gut; Registrator Kern von Dinkelsbühl: 1 Hof).[5] Auf den Anwesen saßen 11 Untertansfamilien.[6][7] Von 1797 bis 1808 unterstand der Ort dem Justiz- und Kammeramt Wassertrüdingen.[8]

Im Jahr 1809 wurde Welchenholz infolge des Gemeindeedikts dem Steuerdistrikt und der Ruralgemeinde Villersbronn zugeordnet. Mit dem Zweiten Gemeindeedikt (1818) wurde der Ort der neu gebildeten Ruralgemeinde Sinbronn zugewiesen. Auf eigenen Wunsch wurde es am 1. Oktober 1827 der Ruralgemeinde Illenschwang angegliedert. Diese politische Verbindung wurde mit Wirkung vom 1. Juli 1972 im Zuge der Gebietsreform in Bayern aufgelöst. Die Welchenholzer konnten wählen, ob sie nach Weiltingen oder Wilburgstetten eingegliedert werden wollten. Sie entschieden sich für Wilburgstetten. Da Wilburgstetten stark katholisch geprägt ist, blieb das evangelische Welchenholz weiterhin bei der Kirchengemeinde Illenschwang.

### Einwohnerentwicklung
| Jahr      | 001818 | 001840 | 001861 | 001871 | 001885 | 001900 | 001925 | 001950 | 001961 | 001970 | 001987 | 002005 | 002015 |
| Einwohner | 84     | 95     | 92     | 84     | 82     | 75     | 84     | 131    | 96     | 92     | 95     | *73    | *56    |
| Häuser    | 14     | 16     |        |        | 19     | 18     | 16     | 16     | 17     |        | 23     |        |        |
| Quelle    | [ 13 ] | [ 14 ] | [ 15 ] | [ 16 ] | [ 17 ] | [ 18 ] | [ 19 ] | [ 20 ] | [ 21 ] | [ 22 ] | [ 23 ] | [ 1 ]  | [ 1 ]  |

Der Ort befindet sich aktuell einer Phase des demografischen Wandels: In vielen Haushalten leben mittlerweile nur noch eine oder zwei Personen meist höheren Alters. Einige Häuser wurden nach dem Tod der Altbesitzer von jüngeren Personen bzw. Familien übernommen und saniert.

## Religion
Der Ort ist seit der Reformation evangelisch-lutherisch geprägt und war ursprünglich nach St. Peter (Sinbronn) gepfarrt, seit der ersten Hälfte des 19. Jahrhunderts ist die Pfarrei St. Andreas (Illenschwang) zuständig. Die Katholiken sind nach St. Margareta (Wilburgstetten) gepfarrt.

## Wirtschaft
Bis ins Ende der 1970er Jahre war Welchenholz von der Landwirtschaft geprägt. Heute existiert noch ein Hof im Haupterwerbsbetrieb und ein Nebenerwerbsbetrieb. Im Ort befindet sich ein kleines Gasthaus. Früher bezogen die meisten Bewohner ihr Einkommen in den Fabriken in Wilburgstetten, Dinkelsbühl oder Sinbronn. Im Nordwesten des Ortes prägen vier Windkraftanlagen das Landschaftsbild, die im Jahr 2015 errichtet wurden. 

## Tourismus und Freizeit
Welchenholz ist touristisch kaum erschlossen, so gibt es im Ort selbst keine öffentlichen Übernachtungsmöglichkeiten und keine Anbindung an den ÖPNV. Der Ort liegt in der Ferienregion Hesselberg und unweit der Romantischen Straße (B 25). Der Ort ist aufgrund der idyllischen Lage an der Wörnitz bei Radfahrern sehr beliebt. Zwei touristische Radwege führen durch den Ort: der Wörnitz-Radwanderweg und die Karpfenlandroute. In der Wörnitz kann man angeln. In unmittelbarer Nachbarschaft gibt es verschiedene Sehenswürdigkeiten, darunter den Hesselberg, das Fränkische Seenland bei Gunzenhausen und die alten Reichsstädte Nördlingen, Dinkelsbühl, Feuchtwangen und Rothenburg ob der Tauber. Auch das Limeseum, ein archäologisches Museum im Römerpark Ruffenhofen, ist nur wenige Kilometer entfernt. Bis heute ist die Welchenholzer Freiwillige Feuerwehr im Besitz einer Feuerspritze aus dem Jahr 1862. Im Jahr 2020 wurde im Zuge der Dorferneuerung das ehemalige gemeinschaftliche Gefrierhäuschen der Dorfgemeinschaft abgerissen und durch einen Dorfplatz mit Dorf-Stadl und Spielplatz ersetzt.